# Dla ciebie miły (album 1992)
Dla ciebie miły - kompilacja przebojów Violetty Villas wydana na płycie CD w 1992 roku. Jest to jednocześnie pierwszy album CD tej artystki.

## Spis utworów
1. Spójrz prosto w oczy (W. Piętowski - K. Winkler) 4'30
2. Dla Ciebie miły (R. Sielicki - M. Łebkowski) 3'32
3. To mówią marakasy (R. Orłow - K. Wolińska) 3'54
4. Tiritomba (mel. lud. - J. Gillowa) 3'02
5. Wracam (L. Danza - J. Gillowa) 3'24
6. Ave Maria no morro (H. Martins) 5'56
7. Szczęścia nie szukaj daleko (J. Wasowski - J. Miller) 3'05
8. Do Ciebie mamo (A. Skorubka - M. Łebkowski, S. Werner) 4'22
9. Mazurskie wspomnienia (M. Sart - A. Tylczyński) 3'01
10. Granada (A. Lara) 4'55
11. Pucybut z Rio (H. Jabłoński - J. Kasprowy) 3'08
12. Przyjdzie na to czas (Al Legro - K. Winkler) 3'18
13. Czterdzieści kasztanów (S. Musiałowski - B. Choiński, J. Gałkowski) 2'58
14. Maria lao (E. Lecuona - Z. Stawecki) 3'44
15. Błękitna tarantella (mel. lud. - A. Lisicka) 2'37
16. Andaluzja (E. Lecuona - Z. Stawecki) 2'55
17. Mała Inez (E. Grenet - J. Gillowa) 3'28
18. Daleko jest Hawana (N. Pilchowska) 4'07
19. Zabierz mnie z Barcelony (L. Bogdanowicz - A. Osiecka) 2'46
20. Całuj gorąco (M. Sewen - A. Jastrzębiec-Kozłowski) 4'21